# Cyrtomium anomophyllum
Cyrtomium anomophyllum är en träjonväxtart som först beskrevs av Friedrich Albert von Zenker och som fick sitt nu gällande namn av Fraser-jenk.
Cyrtomium anomophyllum ingår i släktet Cyrtomium och familjen Dryopteridaceae. Inga underarter finns listade i Catalogue of Life.